# Ширгайту
Ширгайту (рос. Шыргайту) — село Шебалінського району, Республіка Алтай Росії. Входить до складу Ширгайтинського сільського поселення.
Населення — 509 осіб (2015 рік).